# Список серій мультсеріалу «Бетмен»
Бетмен — серія мультфільмів компанії Warner Brothers за мотивами однойменного коміксу. У цій статті є серії як і Бетмена, так і мультсеріали за мотивами DC Comics, у яких з'являвся Бетмен.

## Сезони 1-2 (1992—1994)
| Назва | Злочинець                                                           | #  | Режисер               | Сценарій                                         |  |
| --- | ------------------------------------------------------------------- | -- | --------------------- | ------------------------------------------------ |  |
| На шкіряних крилах | Людина-Кажан                                                        | 1  | Кевін Альтєрі         | Мітч Брайан                                      |  |
| Доктор Кірк Ленгстром випробовує на собі нову формулу і перетворюється на монстра, ім'я якого Людина-Кажан. Тим часом у Готемі починає свою боротьбу з злочинцями супергерой Бетмен.                                                         |                                                                     |    |                       |                                                  |  |
| |                                                                     |    |                       |                                                  |  |
| Різдво з Джокером | Джокер                                                              | 2  | Кент Баттерворт       | Едді Городетські                                 |  |
| Джокер вирішує зробити собі подарунок на Різдво. Він тікає з псих-лікарні Аркхам і бере у заручники комісара поліції Джима Гордона, його напарника Харві Баллока і телерепортерку Саммер Глісон.                                             |                                                                     |    |                       |                                                  |  |
| |                                                                     |    |                       |                                                  |  |
| Нема чого боятись | Страшила                                                            | 3  | Бойд Кіркленд         | Генрі Гілрой і Шон Кетрін Дерек                  |  |
| Психіатр Джонатан Крейн виробляє нервово-паралітичний газ і стає злочинцем на ім'я Страшила. Поліція не може його схопити, і за справу береться Бетмен.                                                                                      |                                                                     |    |                       |                                                  |  |
| |                                                                     |    |                       |                                                  |  |
| Смієтся той, хто смієтся останній | Джокер                                                              | 4  | Кевін Альтьєрі        | Карл Свенсон                                     |  |
| Джокер розпилює свій «божевільний» газ і отруює Готем. Бетмен мусить будь-якою ціною знайти протиотруту, щоб повернути готемців у нормальний стан.                                                                                           |                                                                     |    |                       |                                                  |  |
| |                                                                     |    |                       |                                                  |  |
| Отруйна красуня | Отруйний Плющ                                                       | 5  | Бойд Кіркленд         | Пол Діні і Майкл Рівз                            |  |
| Грінпіс Памела Айслі отруюється, і перетворюється у суперзлодіку Отруйний Плющ і отруює прокурора Харві Дента, її колишнього чоловіка, ненавистника природи. Бетмен мусить знайти протиотруту, поки час Харві не вийшов.                     |                                                                     |    |                       |                                                  |  |
| |                                                                     |    |                       |                                                  |  |
| Підземні жителі | Король каналізацій                                                  | 6  | Френк Пур             | Том Ругер                                        |  |
| Бетмен розслідує справу про пограбування багатіїв. Він виходить на слід підземель, де живе банда дітей-лепреконів під керівницством Короля каналізацій.                                                                                      |                                                                     |    |                       |                                                  |  |
| |                                                                     |    |                       |                                                  |  |
| Точка зору | Гангстери                                                           | 7  | Кевін Альтьєрі        | Мітч Брайан                                      |  |
| Після провалу одної з операцій, офіцер Уілкс, офіцер Монтойа і детектив Баллок розказують, що сталося минулої ночі. У всіх різні версії того, що сталося.                                                                                    |                                                                     |    |                       |                                                  |  |
| |                                                                     |    |                       |                                                  |  |
| Забутий | Бос Біггіс                                                          | 8  | Бойд Кіркленд         | Жуль Денніс, Річард Муйлер і Шон Кетрін Дерек    |  |
| Бетмен почув про зникнення малозапеспечених готемців. Він переодівся бездомним. На нього напали і несподівано розбили скляну пляшку об голову, і прокинувся він у колонії жорстокого боса Біггіса.                                           |                                                                     |    |                       |                                                  |  |
| |                                                                     |    |                       |                                                  |  |
| Будь клоуном | Джокер                                                              | 9  | Френк Пур             | Тед Педерсен і Стів Гейс                         |  |
| На день народження свого сина Джордана мер Гамільтон Гілл запрошує клоуна Джекко. Джордан дуже захопився Джекко і втік з дому до нього, але веселий Джекко виявився підступним Джокером…                                                     |                                                                     |    |                       |                                                  |  |
| |                                                                     |    |                       |                                                  |  |
| Два обличчя, ч. 1 | Руперт Торн                                                         | 10 | Кевін Альтьєрі        | Алан Бернет                                      |  |
| Прокурора Гарві Дента шантажує кримінальний бос Руперт Торн. Виявляється, що у Харві роздвоєння особистостей. Коли він злиться, то стає Поганим Харвом. Торн виливає на Дента кислоту, і кислота назавжди спалює другу частину його обличчя. |                                                                     |    |                       |                                                  |  |
| |                                                                     |    |                       |                                                  |  |
| Два обличчя, ч. 2 | Руперт Торн і Дволикий                                              | 11 | Кевін Альтьєрі        | Ренді Роджел                                     |  |
| Дволикий Харві втікає з лікарні і починає злочинну кар'єру. Його дружина Грейс і Бетмен намагаються зупинити Харві, але, здається, він слухається лише своєї «монети долі»…                                                                  |                                                                     |    |                       |                                                  |  |
| |                                                                     |    |                       |                                                  |  |
| Ніколи не буває занадто пізно | Руперт Торн і Арнольд Стромвелл                                     | 12 | Бойд Кіркленд         | Том Ругер                                        |  |
| Мафіозі Арнольд Стромвелл розлючений, що його кар'єра пішла коту під хвіст, і найпопулярнішим кримінальним авторитетом Готема стає Руперт Торн.                                                                                              |                                                                     |    |                       |                                                  |  |
| |                                                                     |    |                       |                                                  |  |
| У мене в підвалі Бетмен | Пінгвін                                                             | 13 | Френк Пур             | Сем Грем і Кріс Геббел                           |  |
| У місті з'являється злочинець Пінгвін. Бетмен програє у битві з Пінгвіном. Його до себе додому забирають двоє підлітків. Але Пінгвін їх знаходить і починається вирішальна битва…                                                            |                                                                     |    |                       |                                                  |  |
| |                                                                     |    |                       |                                                  |  |
| Льодяне серце | Містер Фріз і Ферріс Бойл                                           | 14 | Брюс Тімм             | Пол Діні                                         |  |
| |                                                                     |    |                       |                                                  |  |
| Колишній вчений Віктор Фріс, який під час невдалого експерименту перетворився на Містера Фріза, людину-холодильник, намагається врятувати свою хвору дружину, викравши потрібну техніку. Серія отримала нагороду «Еммі».                     |                                                                     |    |                       |                                                  |  |
| |                                                                     |    |                       |                                                  |  |
| Кішка і кіготь, ч. 1 | Жінка Кішка і Червоний Кіготь                                       | 15 | Кевін Альтьєрі        | Шон Кетрін Дерек і Ларен Брайт                   |  |
| |                                                                     |    |                       |                                                  |  |
| Кішка і кіготь, ч. 2 | Жінка Кішка і Червоний Кіготь                                       | 16 | Дік Себаст            | Шон Кетрін Дерек і Ларен Брайт                   |  |
| |                                                                     |    |                       |                                                  |  |
| Не бачу зла | Вентрікс                                                            | 17 | Ден Ріба              | Мартін Паско                                     |  |
| |                                                                     |    |                       |                                                  |  |
| Обережно, Сірий привид | Божевільний терорист                                                | 18 | Бойд Кіркленд         | Д. О'Флагерті і Том Ругер                        |  |
| |                                                                     |    |                       |                                                  |  |
| Пророцство зла | Ностромос                                                           | 19 | Френк Пур             | Денніс Маркс                                     |  |
| |                                                                     |    |                       |                                                  |  |
| Глиняний колос, ч. 1 | Роланд Даггет                                                       | 20 | Дік Себаст            | Марв Вульфмен і Майкл Рівз                       |  |
| |                                                                     |    |                       |                                                  |  |
| Глиняний колос, ч. 2 | Клейфейс і Роланд Даггет                                            | 21 | Кевін Альтьєрі        | Марв Вульфмен і Майкл Рівз                       |  |
| |                                                                     |    |                       |                                                  |  |
| В боргу у Джокера | Джокер і Гарлі Квінн                                                | 22 | Бойд Кіркленд         | Пол Діні                                         |  |
| |                                                                     |    |                       |                                                  |  |
| Вендетта | Вбивця Крок                                                         | 23 | Френк Пур             | Майкл Рівз                                       |  |
| |                                                                     |    |                       |                                                  |  |
| Страх перемоги | Страшила                                                            | 24 | Дік Себаст            | Семюель Воррен Джозеф                            |  |
| |                                                                     |    |                       |                                                  |  |
| Король Годинників | Король Годинників                                                   | 25 | Кевін Альтьєрі        | Девід Вайз                                       |  |
| |                                                                     |    |                       |                                                  |  |
| Призначення на Алеї Злочинності | Роланд Даггет                                                       | 26 | Бойд Кіркленд         | Геррі Конвей, за мотивами коміксу Денніса О'Ніла |  |
| |                                                                     |    |                       |                                                  |  |
| Божевільний Капелюшник | Божевільний Капелюшник                                              | 27 | Френк Пур             | Пол Діні                                         |  |
| |                                                                     |    |                       |                                                  |  |
| Сни у темряві | Страшила                                                            | 28 | Дік Себаст            | Джудіт і Гарфілд Рівз-Стівенс                    |  |
| |                                                                     |    |                       |                                                  |  |
| Вічна молодість | Отруйний Плющ                                                       | 29 | Кевін Альтьєрі        | Бет Борштейн                                     |  |
| |                                                                     |    |                       |                                                  |  |
| Заснути і бачити сон | Божевільний Капелюшник                                              | 30 | Бойд Кіркленд         | Ларен Брайт і Майкл Рівз                         |  |
| |                                                                     |    |                       |                                                  |  |
| Змова | Джозія Вормвуд                                                      | 31 | Френк Пур             | Елліот Меггін                                    |  |
| |                                                                     |    |                       |                                                  |  |
| Помста Робіна, ч. 1 | Тоні Зукко                                                          | 32 | Дік Себаст            | Ренді Роджел                                     |  |
| |                                                                     |    |                       |                                                  |  |
| Помста Робіна, ч. 2 | Тоні Зукко                                                          | 33 | Дік Себаст            | Ренді Роджел                                     |  |
| |                                                                     |    |                       |                                                  |  |
| Риба, що сміється | Джокер і Гарлі Квінн                                                | 34 | Брюс Тімм             | Пол Діні, за мотивами коміксу Стіва Інглхарта    |  |
| |                                                                     |    |                       |                                                  |  |
| Ніч ніндзя | Кйодаі Кен                                                          | 35 | Кевін Альтьєрі        | Стів Перрі                                       |  |
| |                                                                     |    |                       |                                                  |  |
| Кошача лихоманка | Роланд Даггет і професор Міло                                       | 36 | Бойд Кіркленд         | Шон Кетрін Дерек                                 |  |
| |                                                                     |    |                       |                                                  |  |
| Дивна таємниця Брюса Вейна | Г'юго Стрендж, Джокер, Дволикий і Пінгвін                           | 37 | Френк Пур             | Девін Вайз, за мотивами коміксу Стіва Інглхарта  |  |
| |                                                                     |    |                       |                                                  |  |
| Сталеве серце, ч. 1 | Г. А. Р. Д. А. К.                                                   | 38 | Кевін Альтьєрі        | Брейнн Стівенс                                   |  |
| |                                                                     |    |                       |                                                  |  |
| Сталеве серце, ч. 2 | Г. А. Р. Д. А. К.                                                   | 39 | Кевін Альтьєрі        | Брейнн Стівенс                                   |  |
| |                                                                     |    |                       |                                                  |  |
| Якщо ти такий розумний, чому ж ти не багатий? | Загадка і Деніел Мокрідж                                            | 40 | Ерік Радомські        | Девід Вайз                                       |  |
| |                                                                     |    |                       |                                                  |  |
| Гнів Джокера | Джокер                                                              | 41 | Бойд Кіркленд         | Пол Діні                                         |  |
| |                                                                     |    |                       |                                                  |  |
| Тигр Тигр | Еміль Доріан                                                        | 42 | Френк Пур             | Майкл Рівз і Ренді Роджел                        |  |
| |                                                                     |    |                       |                                                  |  |
| Місяць вовка | Вовкулака ФХ                                                        | 43 | Дік Себаст            | Лен Вейн                                         |  |
| День самурая | Кйодаі Кен                                                          | 44 | Брюс Тімм             | Стів Перрі                                       |  |
| |                                                                     |    |                       |                                                  |  |
| Терор у небі | Людина-Кажан                                                        | 45 | Бойд Кіркленд         | Стів Перрі і Марк Сарачені                       |  |
| |                                                                     |    |                       |                                                  |  |
| Майже впіймав його | Джокер, Гарлі Квінн, Дволикий, Вбивця Крок, Отруйний Плющ і Пінгвін | 46 | Ерік Радомські        | Пол Діні                                         |  |
| |                                                                     |    |                       |                                                  |  |
| Пташине перо | Пінгвін                                                             | 47 | Френк Пур             | Чак Менвілл                                      |  |
| |                                                                     |    |                       |                                                  |  |
| Що реальне? | Загадка                                                             | 48 | Дік Себаст            | Марті Айзенберг і Роберт Скір                    |  |
| |                                                                     |    |                       |                                                  |  |
| Я — ніч | Джазмен                                                             | 49 | Бойд Кіркленд         | Майкл Рівз                                       |  |
| |                                                                     |    |                       |                                                  |  |
| Виключений баланс | Граф Вертіго                                                        | 50 | Кевін Альтьєрі        | Лен Вейн                                         |  |
| |                                                                     |    |                       |                                                  |  |
| Людина, яка вбила Бетмена | Джокер, Гарлі Квінн і Руперт Торн                                   | 51 | Брюс Тімм             | Пол Діні                                         |  |
| |                                                                     |    |                       |                                                  |  |
| Повернення Клейфейса | Клейфейс                                                            | 52 | Ерік Радомські        | Алан Бернетт                                     |  |
| |                                                                     |    |                       |                                                  |  |
| Лікар у законі | Руперт Торн                                                         | 53 | Френк Пур             | Майк Барр і Ларен Брайт                          |  |
| |                                                                     |    |                       |                                                  |  |
| Затанна | Монтаг Кейн                                                         | 54 | Дік Себаст і Ден Ріба | Пол Діні                                         |  |
| |                                                                     |    |                       |                                                  |  |
| Механік | Пінгвін і Кармін Фальконе                                           | 55 | Кевін Альтьєрі        | Стів Перрі і Ларен Брайт                         |  |
| |                                                                     |    |                       |                                                  |  |
| Харлі і Плющ | Джокер, Гарлі Квінн і Отруйний Плющ                                 | 56 | Бойд Кіркленд         | Пол Діні                                         |  |
| |                                                                     |    |                       |                                                  |  |
| Тінь кажана, ч. 1 | Дволикий, Руперт Торн і Джил Менсон                                 | 57 | Бойд Кіркленд         | Д. О'Флагерті і Том Ругер                        |  |
| |                                                                     |    |                       |                                                  |  |
| Тінь кажана, ч. 2 | Дволикий і Джил Менсон                                              | 58 | Френк Паур            | Брейнн Стівенс                                   |  |
| |                                                                     |    |                       |                                                  |  |
| Сліпий, як кажан | Пінгвін і Кармін Фальконе                                           | 59 | Ден Ріба              | Майк Андервуд і Лен Вейн                         |  |
| |                                                                     |    |                       |                                                  |  |
| Квест демона, ч. 1 | Ра'с аль Гуль                                                       | 60 | Кевін Альтьєрі        | Денніс О'Ніл                                     |  |
| |                                                                     |    |                       |                                                  |  |
| Квест демона, ч. 2 | Ра'с аль Гуль                                                       | 61 | Кевін Альтьєрі        | Денніс О'Ніл і Лен Уейн                          |  |
| |                                                                     |    |                       |                                                  |  |
| Його силіконова душа | Г. А. Р. Д. А. К.                                                   | 62 | Бойд Кіркленд         | Марті Айзенберг і Роберт Скір                    |  |
| |                                                                     |    |                       |                                                  |  |
| Вогонь з Олімпу | Максі Зевс                                                          | 63 | Ден Ріба              | Джудіт і Гарфілд Рівз-Стівенс                    |  |
| |                                                                     |    |                       |                                                  |  |
| Читай по губах | Вентрилоквіст                                                       | 64 | Бойд Кіркленд         | Алан Бернетт і Майкл Рівз                        |  |
| |                                                                     |    |                       |                                                  |  |
| Людина, яка хвилювалася | Божевільний Капелюшник                                              | 65 | Френк Пур             | Пол Діні                                         |  |
| |                                                                     |    |                       |                                                  |  |

## Бетмен: Маска Привида
| Назва         | Фільм # | Сценарій                                         | Режисер                   | Рік  |
| ------------- | ------- | ------------------------------------------------ | ------------------------- | ---- |
| Маска Привида | 1       | Алан Бернетт, Пол Діні, Мартін Паско, Майкл Рівз | Ерік Радомські, Брюс Тімм | 1993 |
|               |         |                                                  |                           |      |

## Пригоди Бетмена і Робіна. Сезон 3-4 (1994—1995)
| Назва              | Злочинець | #  | Режисер        | Сценарій                                          |
| ------------------ | --- | -- | -------------- | ------------------------------------------------- |
| Другорядний        | Вбивця Крок | 66 | Бойд Кіркленд  | Майкл Рівз                                        |
|                    | |    |                |                                                   |
| Прохання Баллока   | | 67 | Френк Пур      | Майкл Рівз                                        |
|                    | |    |                |                                                   |
| Зграя              | Джокер, Харлі Квінн, Вентрілоквіст, Вбивця Крок, Божевільний Капелюшник, Дволикий, Отруйний Плющ, Страшила і Загадка | 68 | Ден Ріба       | Пол Діні і Брюс Тімм                              |
|                    | |    |                |                                                   |
| Аватар             | Ра'с аль Гуль | 69 | Кевін Альтьєрі | Майкл Рівз                                        |
|                    | |    |                |                                                   |
| Дім і сад          | Отруйний Плющ | 70 | Бойд Кіркленд  | Пол Діні                                          |
|                    | |    |                |                                                   |
| Жахливе тріо       | Жахливе Тріо | 71 | Френк Пур      | Алан Бернетт і Майкл Рівз                         |
|                    | |    |                |                                                   |
| Харліквінада       | Джокер і Харлі Квінн                                                                                                 | 72 | Кевін Альтьєрі | Пол Діні                                          |
|                    | |    |                |                                                   |
| Час вийшов         | Годинниковий Король                                                                                                  | 73 | Ден Ріба       | Алан Бернетт                                      |
|                    | |    |                |                                                   |
| Похід кота         | Жінка Кішка і Вентрілоквіст                                                                                          | 74 | Бойд Кіркленд  | Пол Діні                                          |
|                    | |    |                |                                                   |
| Бейн               | Бейн, Вбивця Крок і Руперт Торн                                                                                      | 75 | Кевін Альтьєрі | Мітч Брайан                                       |
|                    | |    |                |                                                   |
| Бейбі Долл         | Бейбі Долл | 76 | Бойд Кіркленд  | Д. О'Флагерті і Том Ругер                         |
|                    | |    |                |                                                   |
| Лев і Унікорн      | Червоний Кіготь | 77 | Бойд Кіркленд  | Дайан Дуейн, Філіп Морвуд і Стів Перрі            |
|                    | |    |                |                                                   |
| Кінець шоу         | Ра'с аль Гуль | 78 | Кевін Альтьєрі | Кевін Альтьєрі, Пол Діні, Брюс Тімм, Джо Ленсдейл |
|                    | |    |                |                                                   |
| Реформа Загадки    | Загадка | 79 | Ден Ріба       | Алан Бернетт, Пол Діні і Ренді Роджел             |
|                    | |    |                |                                                   |
| Другий шанс        | Дволикий, Пінгвін і Руперт Торн                                                                                      | 80 | Бойд Кіркленд  | Пол Діні і Майкл Рівз                             |
|                    | |    |                |                                                   |
| Вихідні Харлі      | Харлі Квінн | 81 | Кевін Альтьєрі | Пол Діні                                          |
|                    | |    |                |                                                   |
| Зачинений          | Зачинений | 82 | Ден Ріба       | Пол Діні                                          |
|                    | |    |                |                                                   |
| Змусь їх сміятись  | Джокер, Кондиментний Король, Щур з пачки, Могутня Мама, Божевільний Капелюшник                                       | 83 | Бойд Кіркленд  | Пол Діні і Ренді Роджел                           |
|                    | |    |                |                                                   |
| Прохолода          | Містер Фріз і Грант Вокер                                                                                            | 84 | Кевін Альтьєрі | Пол Діні і Брюс Тімм                              |
|                    | |    |                |                                                   |
| Повернення Бетгерл | Жінка Кішка, Роланд Даггет і Вентрілоквіст                                                                           | 85 | Ден Ріба       | Майкл Рівз і Брейнн Стівенс                       |

## Бетмен і Містер Фріз
| Назва                | Фільм # | Сценарій                     | Режисер       | Рік  |
| -------------------- | ------- | ---------------------------- | ------------- | ---- |
| Бетмен і Містер Фріз | 2       | Бойд Кіркленд і Ренді Роджел | Бойд Кіркленд | 1998 |
|                      |         |                              |               |      |

## Нові пригоди Бетмена. Сезон 1 (1997—1998)
| Назва                | Злочинець                                     | #  | Сценарій                 | Режисер         |
| -------------------- | --------------------------------------------- | -- | ------------------------ | --------------- |
| Святкові лицарі      | Джокер, Харлі Квінн, Клейфейс і Отруйний Плющ | 1  | Пол Діні                 | Ден Ріба        |
| Гріхи батьків        | Дволикий                                      | 2  | Річ Фогель               | Курт Геда       |
| Холодний комфорт     | Містер Фріз                                   | 3  | Гіларі Бейдер            | Ден Ріба        |
| Подвійна розмова     | Вентрілоквіст                                 | 4  | Роберт Гудмен            | Курт Геда       |
| Ти мене цапнула      | Жінка Кішка                                   | 5  | Гіларі Бейдер            | Ден Ріба        |
| Ніколи не бійся      | Страшила                                      | 6  | Стен Берковіц            | Кенджі Начізакі |
| Мільйони Джокера     | Джокер, Гарлі Квінн, Пінгвін і Отруйний Плющ  | 7  | Пол Діні                 | Ден Ріба        |
| Частинка Клейфейса   | Клейфейс                                      | 8  | Пол Діні і Роберт Гудмен | Атсуко Танака   |
| Любов по-крокодилячи | Бейбі Долл і Вбивця Крок                      | 9  | Стів Гербер              | Батч Лукіч      |
| Пісня факелу         | Світлячок                                     | 10 | Річ Фогель               | Курт Геда       |

## Нові пригоди Бетмена. Сезон 2 (1998—1999)
| Назва                  | Злочинець                                              | #  | Режисер       | Сценарій                        |
| ---------------------- | ------------------------------------------------------ | -- | ------------- | ------------------------------- |
| Каскадерка             | Пінгвін і Роксі Ракета                                 | 11 | Ден Ріба      | Гіларі Бейдер                   |
| Нічний кошмар          | Страшила, Бейн, Гарлі Квінн і Божевільний Капелюшник   | 12 | Юічиро Яно    | Пол Діні                        |
| Злі сезони             | Календарна дівчина                                     | 13 | Хіроюкі Аояма | Гіларі Бейдер                   |
| Створіння              | Фермер Браун                                           | 14 | Ден Ріба      | Стів Гербер і Джо Ленсдейл      |
| Культ Кота             | Жінка Кішка                                            | 15 | Батч Лукіч    | Пол Діні і Стен Берковіц        |
| Зачаровані тварини     | Божевільний Капелюшник                                 | 16 | Курт Геда     | Гіларі Бейдер                   |
| Старі рани             | Джокер                                                 | 17 | Курт Геда     | Річ Фогель                      |
| Пробудження демона     | Кларіон                                                | 18 | Атсуко Танака | Расті Бйорнхоул і Стен Берковіц |
| Легенди Темного Лицаря | Джокер і Світлячок                                     | 19 | Ден Ріба      | Роберт Гудмен і Брюс Тімм       |
| Дівчата розважаються   | Отруйний Плющ, Гарлі Квінн, Блукаючий Вогник і Пінгвін | 20 | Курт Геда     | Гіларі Бейдер                   |
| Божевільне кохання     | Джокер і Гарлі Квінн                                   | 21 | Батч Лукіч    | Пол Діні і Брюс Тімм            |
| Хімія                  | Отруйний Плющ                                          | 22 | Батч Лукіч    | Стен Берковіц                   |
| Обережно, Кріпер       | Джокер і Гарлі Квінн                                   | 23 | Ден Ріба      | Стів Гербер                     |
| Судний день            | Вбивця Крок, Загадка, Дволикий і Пінгвін               | 24 | Курт Геда     | Річ Фогель і Алан Бернетт       |

## Появи у інших мультсеріалах

### Супермен: Анімаційні серії
| Назва                  | #  | Режисер         | Сценарій                               |
| ---------------------- | -- | --------------- | -------------------------------------- |
| Світова першість, ч. 1 | 29 | Тошихико Масуда | Алан Бернетт, Пол Діні і Річ Фогель    |
| Світова першість, ч. 2 | 30 | Тошихико Масуда | Алан Бернетт, Пол Діні і Стів Гербер   |
| Світова першість, ч. 3 | 31 | Тошихико Масуда | Алан Бернетт, Пол Діні і Стен Берковіц |
| Час Лицаря             | 43 | Курт Геда       | Роберт Гудмен                          |
| Відродження демона     | 52 | Ден Ріба        | Річ Фогель                             |

### Статік Шок
| Назва                | #  | Режисер       | Сценарій      |  |
| -------------------- | -- | ------------- | ------------- |  |
| Ліга                 | 14 | Дейв Шлайстек | Лен Улей      |  |
|                      |    |               |               |  |
| Перемога над Нейлзом | 25 | неназваний    | Пол Діні      |  |
|                      |    |               |               |  |
| Майбутній шок        | 40 | Вік Дал Челе  | Стен Берковіц |  |
|                      |    |               |               |  |

### Ліга Справедливості
Бетмен з'являється майже у всіх серіях. Також у мультсеріалі з'являються дворецький Бетмена Альфред Пенніоурт, напарник Бетмена Робін (Тім Дрейк), і вороги Бетмена, такі як Джокер і Харлі Квінн.

## Бетмен: Таємниця Бетвумен
| Назва                     | Фільм #   | Сценарій                  | Режисер                | Рік  |
| ------------------------- | --------- | ------------------------- | ---------------------- | ---- |
| Бетмен: Таємниця Бетвумен | 4         | Алан Бернетт і Майкл Рівз | Курт Геда і Тім Малтбі | 2003 |
|                           |           |                           |                        |      |
| Дожени мене               | DVD бонус | Алан Бернетт і Пол Діні   | Курт Геда              | 2003 |